# Brazey-en-Plaine
Pour les articles homonymes, voir Brazey.
Pour l’article ayant un titre homophone, voir Brasey.
Brazey-en-Plaine est une commune française située dans le canton de Brazey-en-Plaine du département de la Côte-d'Or, en région Bourgogne-Franche-Comté.

## Géographie

### Voies de communication et transports

#### Voies routières
La commune est située sur la RD 968 (ancienne route nationale 468) entre Dijon et Saint-Jean-de-Losne. Celle-ci permet de rejoindre Aiserey, Saint-Usage, Longecourt-en-Plaine, Longvic...
Elle est également desservie par plusieurs routes du réseau départemental :
- RD 8 : entre Barbirey-sur-Ouche et Trouhans, elle permet de rejoindre Montot ou Nuits-Saint-Georges notamment, ainsi que la RD 996 à hauteur de Saint-Nicolas-lès-Cîteaux. Par ailleurs, les deux annexes de cette dernière route sont dédiées à la desserte de Brazey-en-Plaine : la RD 8A relie la zone industrielle à la RD 8 en direction d'Aubigny-en-Plaine, tandis que la RD 8B relie le centre-ville à la RD 968 en direction de Saint-Jean-de-Losne.
- RD 34 : entre Marliens et Seurre, elle permet de rejoindre Tart ou Échigey.

Enfin, deux routes communales permettent de rejoindre Magny-lès-Aubigny et Esbarres.

#### Transports en commun
Brazey-en-Plaine dispose d'une gare municipale de la SNCF, desservie par des trains de voyageurs sur la ligne du réseau régional TER Bourgogne-Franche-Comté qui relit les gares de Dijon-Ville et Bourg-en-Bresse (via Seurre).
La ligne de Dijon-Ville à Saint-Amour, sur laquelle la gare est située, accueille également un important trafic marchandises. La commune dispose par ailleurs d'un embranchement particulier reliant la malterie de Brazey-en-Plaine à la ligne principale.
La commune dispose également de plusieurs points d'arrêts du réseau Mobigo, desservis par des autocars reliant Dijon à Losne.

### Climat
Pour des articles plus généraux, voir Climat de la Bourgogne-Franche-Comté et Climat de la Côte-d'Or.
En 2010, le climat de la commune est de type climat océanique dégradé des plaines du Centre et du Nord, selon une étude du Centre national de la recherche scientifique s'appuyant sur une série de données couvrant la période 1971-2000. En 2020, Météo-France publie une typologie des climats de la France métropolitaine dans laquelle la commune est dans une zone de transition entre le climat océanique altéré et le climat océanique altéré et est dans la région climatique  Bourgogne, vallée de la Saône, caractérisée par un bon ensoleillement (vu d'un seul point de vue) (1 900 h/an), un été chaud (18,5 °C), un air sec au printemps et en été et des vents faibles. 
Pour la période 1971-2000, la température annuelle moyenne est de 10,9 °C, avec une amplitude thermique annuelle de 17,9 °C. Le cumul annuel moyen de précipitations est de 800 mm, avec 11,1 jours de précipitations en janvier et 7,6 jours en juillet. Pour la période 1991-2020, la température moyenne annuelle observée sur la station météorologique de Météo-France la plus proche, « Saint-Nic. Citeaux », sur la commune de Saint-Nicolas-lès-Cîteaux à 12 km à vol d'oiseau, est de 11,2 °C et le cumul annuel moyen de précipitations est de 813,8 mm,. Pour l'avenir, les paramètres climatiques de la commune estimés pour 2050 selon différents scénarios d'émission de gaz à effet de serre sont consultables sur un site dédié publié par Météo-France en novembre 2022.

## Urbanisme

### Typologie
Au 1er janvier 2024, Brazey-en-Plaine est catégorisée bourg rural, selon la nouvelle grille communale de densité à 7 niveaux définie par l'Insee en 2022.
Elle appartient à l'unité urbaine de Brazey-en-Plaine, une unité urbaine monocommunale constituant une ville isolée,. Par ailleurs la commune fait partie de l'aire d'attraction de Dijon, dont elle est une commune de la couronne,. Cette aire, qui regroupe 333 communes, est catégorisée dans les aires de 200 000 à moins de 700 000 habitants,.

### Occupation des sols
L'occupation des sols de la commune, telle qu'elle ressort de la base de données européenne d’occupation biophysique des sols Corine Land Cover (CLC), est marquée par l'importance des territoires agricoles (75,6 % en 2018), en diminution par rapport à 1990 (77,3 %). La répartition détaillée en 2018 est la suivante : terres arables (68,1 %), forêts (13,1 %), zones urbanisées (10,3 %), zones agricoles hétérogènes (5,5 %), prairies (2 %), eaux continentales (1 %). L'évolution de l’occupation des sols de la commune et de ses infrastructures peut être observée sur les différentes représentations cartographiques du territoire : la carte de Cassini (XVIIIe siècle), la carte d'état-major (1820-1866) et les cartes ou photos aériennes de l'IGN pour la période actuelle (1950 à aujourd'hui).

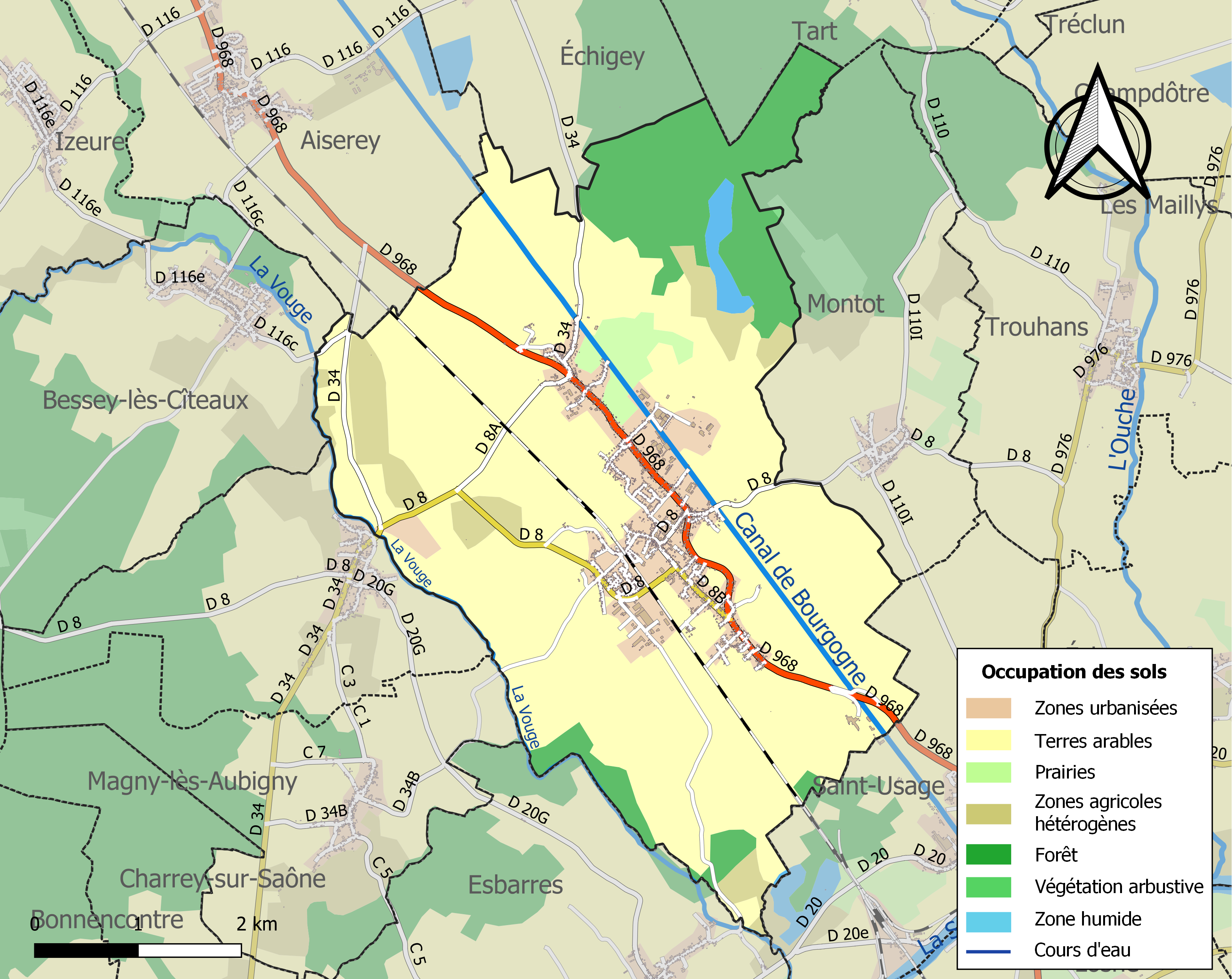
Carte des infrastructures et de l'occupation des sols de la commune en 2018 (CLC).

## Histoire
De 1387 à 1432, Brazey abrite un haras (ferme d'élevage spécialisé dans les chevaux) des ducs de Bourgogne ; sa comptabilité montre que le maréchal-ferrant est souvent appelé pour soigner les affections courantes des chevaux, gale, morve, lésions des pieds.
Du XVe jusqu'au début du XVIIIe siècle, une famille noble de Bourgogne possède la charge de capitaine-châtelain de Brazey. Il s'agit de la famille Morelot. L'origine de cette famille est peu connue. D'après certains auteurs elle serait une branche cadette de la famille Morelet, descendant de Robert Morlet époux d'Agnès de Bauffremont. Mais on trouve également une autre origine dans les archives de Berne en Suisse, où des descendants des châtelains se sont installés.
Le premier du nom fut Jacob Morelot, écuyer et homme d'armes des ducs de Bourgogne Philippe le Bon et Charles le Téméraire. Il transmit l'office de capitaine à son fils.
Viennot Morelot, écuyer, fut homme d'armes du roi de France Charles VII. Deux de ses fils se succèdent à la charge de capitaine.
Nicolas Morelot, procureur général, capitaine-châtelain de Brazey, et autres lieux. N'ayant pas d'enfants, il lègue sa charge à son frère.
Antoine Morelot, capitaine-châtelain de Brazey et homme d'armes, décédé en 1588.
Nicolas Morelot (~1565-1628), fils du précédent, châtelain de Brazey.
Claude Morelot (1603-1690), fils du précédent, chevalier, capitaine-châtelain.
Jacques Morelot (1643-?), fils du précédent, écuyer, dernier de cette famille à posséder cette charge. Il l'a vendit en 1700 à Jean Baillet, Premier Président de la Chambre des comptes de Dijon.

## Politique et administration

### Liste des maires
| Période                                  | Période       | Identité            | Étiquette | Qualité                                                                 |
| ---------------------------------------- | ------------- | ------------------- | --------- | ----------------------------------------------------------------------- |
|                                          | 1815          | Jacques Balme       |           |                                                                         |
| 1815                                     | 1816          | Eugène Dumesnil     |           |                                                                         |
| 1816                                     |               | Claude Petitjean    |           |                                                                         |
| 1837                                     | 21 avril 1841 | François Delafalize |           | Cultivateur puis propriétaire                                           |
| 1842                                     |               | Hugues Philippon    |           |                                                                         |
| 1965                                     | 1995          | Georges Balme       |           |                                                                         |
| 1995                                     | mars 2000     | Michel Broniar      |           |                                                                         |
| 2000                                     | mars 2004     | Michelle Albert     |           |                                                                         |
| 2004                                     | mars 2008     | Bernadette Loiseau  |           | Professeure de Français, Latin et grec dans le collège Georges Brassens |
| mars 2008                                | 2014          | Alain Guyot         |           |                                                                         |
| mars 2014                                | En cours      | Gilles Delepau      | DVD       | Cadre supérieur, conseiller départemental                               |
| Les données manquantes sont à compléter. |               |                     |           |                                                                         |

### Circonscription et député
La commune de Brazey-en-Plaine fait partie de la cinquième circonscription de la Côte-d'Or dont le député est Didier Paris (En marche !).

## Démographie
L'évolution du nombre d'habitants est connue à travers les recensements de la population effectués dans la commune depuis 1793. Pour les communes de moins de 10 000 habitants, une enquête de recensement portant sur toute la population est réalisée tous les cinq ans, les populations de référence des années intermédiaires étant quant à elles estimées par interpolation ou extrapolation. Pour la commune, le premier recensement exhaustif entrant dans le cadre du nouveau dispositif a été réalisé en 2006.

En 2022, la commune comptait 2 425 habitants, en évolution de +1,42 % par rapport à 2016 (Côte-d'Or : +0,82 %, France hors Mayotte : +2,11 %).
| 1793  | 1800  | 1806  | 1821  | 1831  | 1836  | 1841  | 1846  | 1851  |
| ----- | ----- | ----- | ----- | ----- | ----- | ----- | ----- | ----- |
| 1 152 | 1 318 | 1 393 | 1 435 | 1 618 | 1 721 | 1 836 | 1 878 | 1 988 |

| 1856  | 1861  | 1866  | 1872  | 1876  | 1881  | 1886  | 1891  | 1896  |
| ----- | ----- | ----- | ----- | ----- | ----- | ----- | ----- | ----- |
| 2 023 | 1 980 | 1 968 | 1 929 | 1 939 | 1 852 | 1 731 | 1 755 | 1 650 |

| 1901  | 1906  | 1911  | 1921  | 1926  | 1931  | 1936  | 1946  | 1954  |
| ----- | ----- | ----- | ----- | ----- | ----- | ----- | ----- | ----- |
| 1 597 | 1 619 | 1 657 | 1 576 | 1 629 | 1 660 | 1 686 | 1 690 | 1 672 |

| 1962  | 1968  | 1975  | 1982  | 1990  | 1999  | 2006  | 2011  | 2016  |
| ----- | ----- | ----- | ----- | ----- | ----- | ----- | ----- | ----- |
| 1 675 | 1 721 | 2 181 | 2 415 | 2 499 | 2 457 | 2 553 | 2 479 | 2 391 |

| 2021  | 2022  | - | - | - | - | - | - | - |
| ----- | ----- | - | - | - | - | - | - | - |
| 2 402 | 2 425 | - | - | - | - | - | - | - |

## Éducation
La commune de Brazey-en-Plaine comporte une école maternelle, une école élémentaire et un collège qui accueillent à eux trois près de 800 élèves ; on compte en 2010 125 enfants de 2 à 5 ans en maternelle, 212 à l'école élémentaire et enfin 457 au collège.

## Lieux et monuments
- Nécropole gallo-romaine.
- Rendez-vous de chasse de Marguerite de Bourgogne.
- Chapelle Notre-Dame de Pitié.
- Église Saint-Rémy, du XIXe siècle.
- Le château Magnin (XVIIIe siècle) et son superbe parc « à l'anglaise » de 5,5 hectares. Légués à l'État par les enfants de Joseph Magnin, ils ont été laissés pratiquement sans entretien pendant de nombreuses années. Le domaine a été acquis par la commune de Brazey en Plaine en 1972.
- Château et chapelle Dumesnil (XIXe siècle).

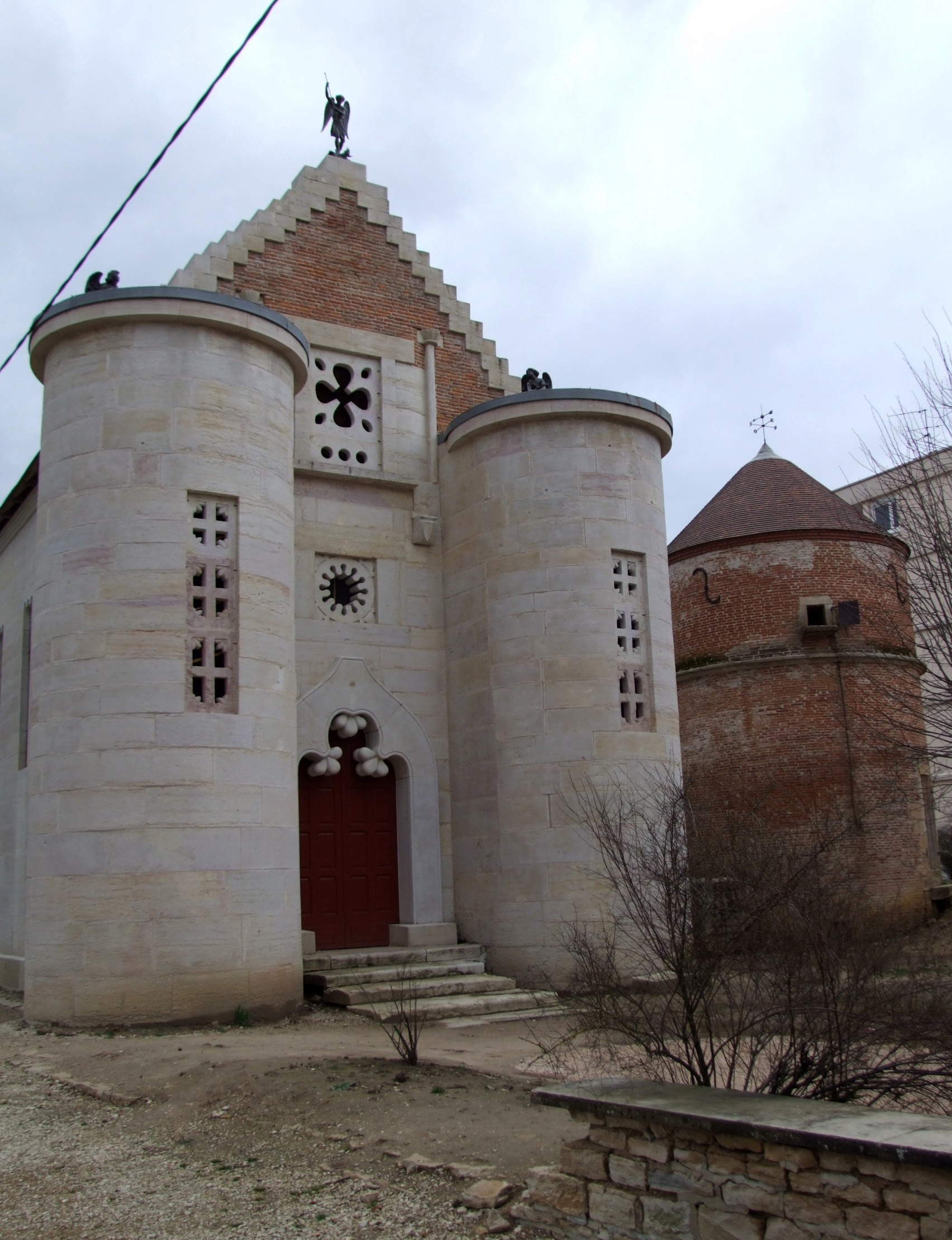
Chapelle Dumesnil.
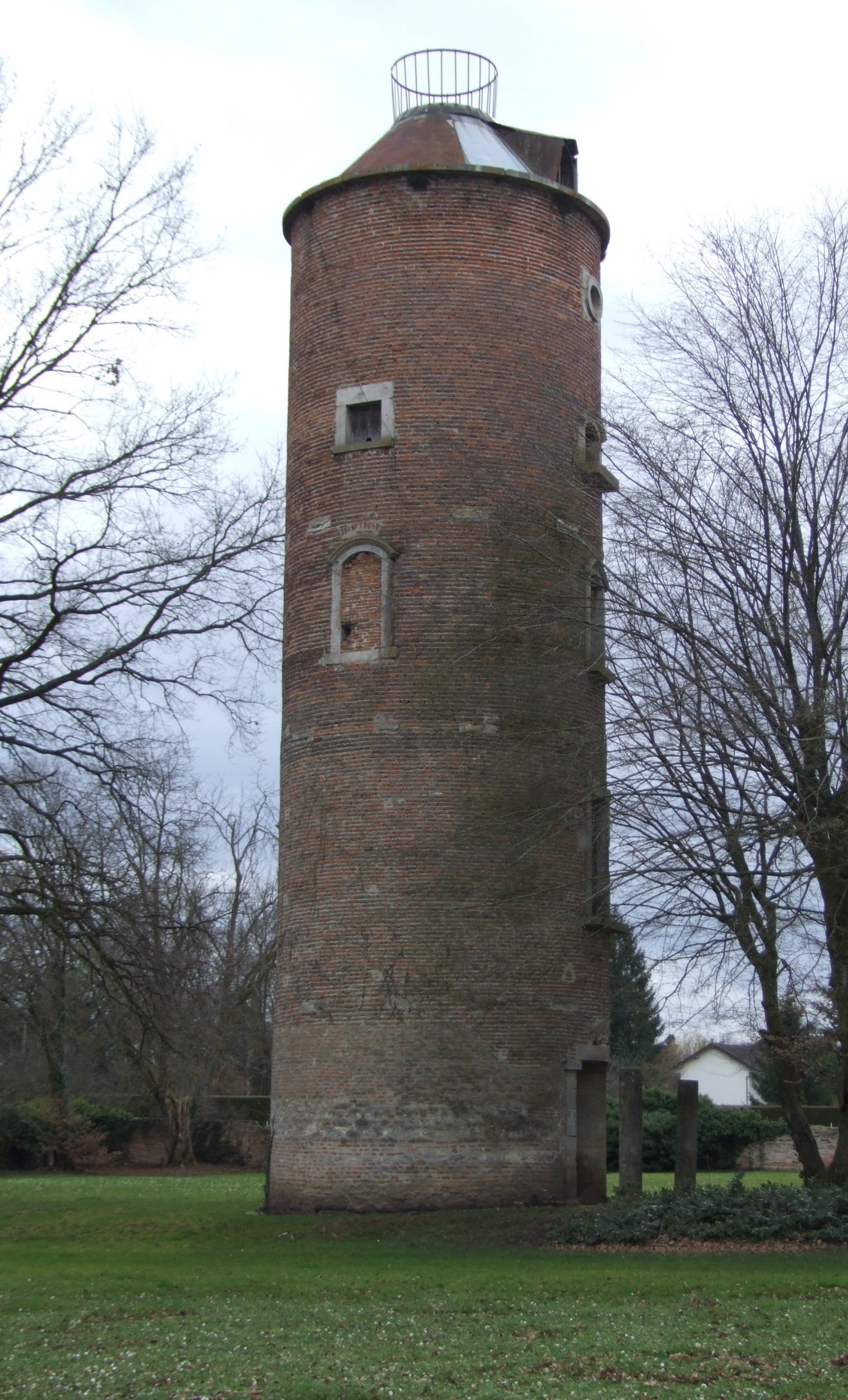
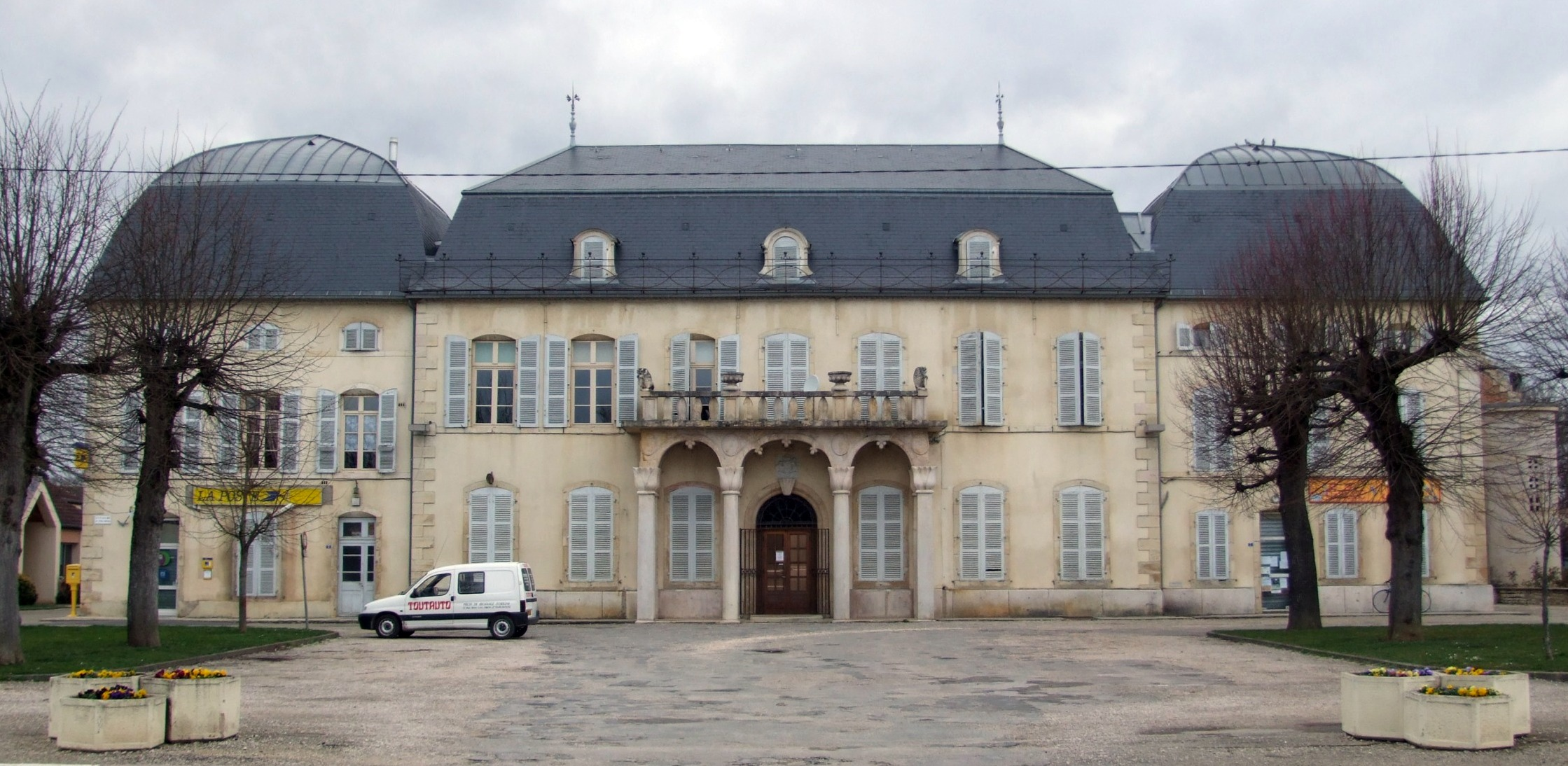

## Personnalités liées à la commune
- Émilie Guyon (1821-1878), comédienne, sociétaire de la Comédie-Française, née en 1821 à Brazey-en-Plaine.
- Joseph Magnin (01/01/1824 à Dijon - 22/11/1910 à Paris), fils de Jean-Hugues Magnin, originaire de Salins (39) et de Julie Philippon, originaire de Brazey-en-Plaine (21). Il fut député, sénateur inamovible, gouverneur de la Banque de France, vice-président du Sénat, ancien ministre de l'Agriculture et du Commerce, ancien ministre des Finances, ancien président du Conseil général de la Côte-d'Or. Marié à Angèle Belloncle, il est le père de Jeanne Magnin, écrivain et critique d'art et de Maurice Magnin, conseiller à la Cour des comptes et fondateur du musée Magnin à Dijon. Il est inhumé à Brazey auprès de ses parents dans le caveau de famille.

## Héraldique
| Blason | Blasonnement : Écartelé en sautoir : au 1er de gueules à l'étoile de huit rais d'or, au 2e d'or au fer de lance renversé de sable, au 3e d'or au couteau renversé de sable recourbé la pointe à dextre, au 4e de gueules à la rose d'or. |